# Caulophacus elegans
Caulophacus elegans är en svampdjursart som beskrevs av Schulze 1886. Caulophacus elegans ingår i släktet Caulophacus och familjen Rossellidae. Inga underarter finns listade i Catalogue of Life.